# Сано Тосікадзу
Тосікадзу Сано (яп. 佐野敏一, 10 листопада 1940 — 2000) — японський футбольний суддя. Арбітр ФІФА у 1981—1989 роках.

## Біографія
Народився в місті Хітаті, префектура Ібаракі. З 1974 року став працювати футбольним арбітром, а у вищій лізі країни, Японській футбольній лізі (JSL), Сано судив з 1977 року і до сезону 1989/1990. У доповненні до 85 ігор чемпіонату країни також обслуговував вирішальні матчі Кубка Імператора .
Як міжнародний арбітр ФІФА він був арбітром на Олімпійських іграх 1984 року в Лос-Анджелесі, де відсудив матч Іраку проти Югославії 3 серпня 1984 року, а також він був арбітром азійських кваліфікацій до чемпіонатів світу 1982, 1986 та 1990 років, крім того працював у фінальних частинах молодіжних чемпіонатів світу 1981 та 1987 років.
У 1991 році він був удостоєний спеціальної премії ФІФА. Помер у 2000 році.

## Пов'язані елементи
- Toshikazu Szano. World Referee. Процитовано 2013-4-22.
- Toshikazu Szano. footballzz.com. Процитовано 2013-4-22.